# 夏侯稱
夏侯稱（？—3世紀），字叔權。沛國譙縣（今安徽亳州）人，三國曹魏名將夏侯淵的第三子，從小就喜歡聚集附近的孩子玩耍，並當他們的統帥，所玩的遊戲皆與行軍戰鬥有關。如果有人違抗他的命令，他就會加以鞭打，因此大家都不敢違逆他。夏侯淵見了覺得很驚奇，認為他有軍事才能，就要他唸《史記》項羽本紀以及兵書，夏侯稱不願意，並說：「才能是自己的，怎麼可以學別人呢？」
十六歲時，夏侯淵帶他去野外打獵，看見一隻奔跑的老虎，夏侯稱就騎馬去追，擋都擋不住，他一箭就將老虎射死。後來他的名氣傳到曹操耳裡，曹操拉著他的手高興地說：「我終於得到你這樣的人才了！」夏侯稱與曹丕為布衣之交，每次聚會的時候，夏侯稱總是一副盛氣凌人地坐著，連善辯之士都無法使他折服。當時有許多名氣響亮的人都願意跟隨他，可惜的是，他十八歲就過世。
夏侯稱有6個兄弟，分別是夏侯衡、夏侯霸、夏侯威、夏侯榮、夏侯惠與夏侯和。沒有子女。
在《三國演義》沒有登場。